# Cuộc chiến Fallujah lần thứ nhất
Cuộc chiến Fallujah lần thứ nhất, còn được biết đến với tên Chiến dịch Quyết tâm Cảnh giác (Operation Vigilant Resolve) là một chiến dịch để truy bắt và tiêu diệt các thành phần có trách nhiệm trong việc giết bốn lính đánh thuê người Mỹ vào tháng 4 năm 2004 tại Fallujah.
Nguyên nhân chính cho chiến dịch này là vụ giết hại và phân thây bốn lính đánh thuê người Mỹ, làm việc cho Công ty Quân sự Tư nhân Blackwater USA, và sau đó là vụ giết năm lính Mỹ vài ngày sau tại Habbaniyah.
Cuộc chiến này xoay chiều triệt để dư luận thế giới trong vấn đề can thiệp của Mỹ tại Iraq. Các hình ảnh thường dân Iraq bị giết hại trong chiến dịch này đã khiến nhiều người Irag chuyển sang bất mãn với quân đội Mỹ. Nhiều nhà báo phuơng Tây phát hiện ra những người Iraq đã từng trợ giúp quân đội Mỹ trong cuộc chiến ngày trước, hay ủng hộ nỗ lực xây dựng một chế độ thân phuơng Tây của Mỹ cũng trở nên quan ngại và nghi ngờ mục đích của người Mỹ sau trận chiến.

## Bối cảnh

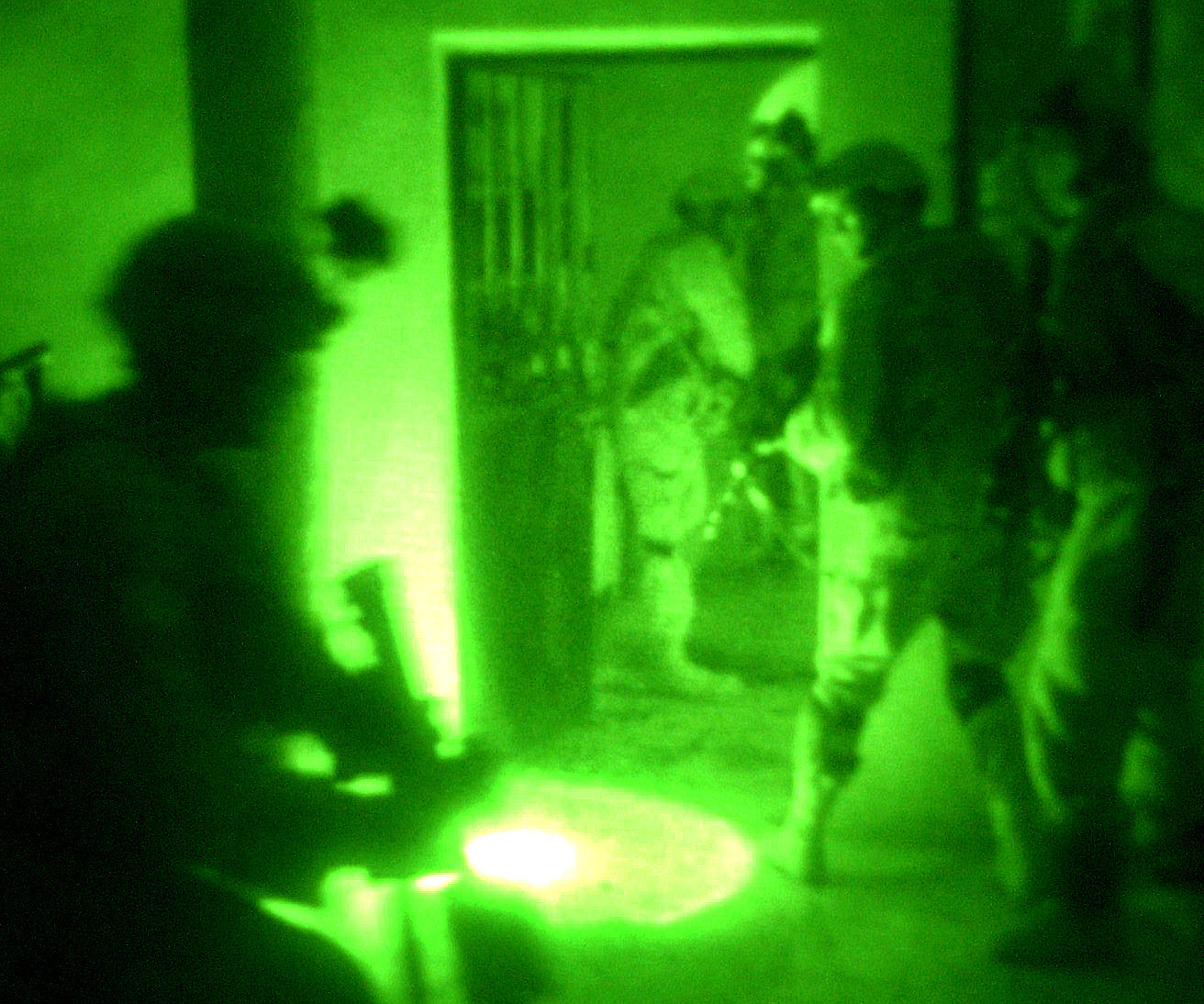
Những người lính của Đại đội B, Tiểu đoàn 1, Trung đoàn Bộ binh Nhảy dù 505, Sư đoàn Nhảy dù 82 tiến hành đột kích vào nhà của một nghi phạm khủng bố ở Fallujah, Iraq.

Fallujah nói chung đã hưởng lợi về mặt kinh tế dưới thời cựu tổng thống Saddam Hussein với rất nhiều người dân trở thành nhân viên, sĩ quan quân đội và tình báo dưới thời chính phủ cũ. Dù thế, có rất ít sự đồng cảm cho ông sau khi chính quyền của ông sụp đổ, vì nhiều người dân cho rằng đã áp bức họ. Thành phố là một trong những khu vực có truyền thống tôn giáo và văn hóa lớn nhất Iraq.
Sau khi đảng Ba'ath sụp đổ vào đầu 2003, người dân địa phương đã bầu cử một hội đồng thành phố mới đứng đầu là Taha Bidaywi Hamed, người đã bảo vệ thành phố khỏi sự kiểm soát của bọn cướp và tội phạm. Hội đồng thành phố và Hamed đều được coi là có thiện chí với người Mỹ, và sự thắng cử của họ ban đầu đã khiến Mỹ xác định rằng thành phố có lẽ sẽ không phải là một điểm nóng và không cần thiết phải gửi hàng loạt binh sĩ đến thành phố. Điều này dẫn đến việc Mỹ đã gửi đến thành phố khá ít quân trong thời gian đầu.
Mặc dù Fallujah đã phải nhận những vụ không kích lẻ tẻ bởi lực lượng Mỹ, sự chống đối của quần chúng không bùng phát cho đến khi 700 binh sĩ thuộc Sư đoàn Nhảy dù 82 lần đầu di chuyển đến thành phố vào ngày 23 tháng 4 năm 2003, và khoảng 150 binh sĩ của Đại đội Charlie đóng quân tại Trường Tiểu học Al-Qa'id. Ngày 28 tháng 4, một đám đông khoảng 200 người tập trung ở ngoài ngôi trường quá giờ giới nghiêm, yêu cầu người Mỹ rời khỏi tòa nhà và cho phép ngôi trường được hoạt động trở lại. Những người biểu tình ngày càng trở nên hung hăng, không chấp nhận giải tán bất chấp lính Mỹ đã sử dụng lựu đạn khói. Cuộc biểu tình leo thang cho đến khi lính Mỹ báo cáo có vài tay súng trong đám đông khai hỏa vào lực lượng Mỹ. Các binh sĩ từ Lục Quân Hoa Kỳ, Tiểu đoàn số 1 từ Trung đoàn Bộ binh Nhảy dù số 325 thuộc Sư đoàn Nhảy dù số 82 bắn trả, giết chết 17 người và làm bị thương 70 người trong đám đông. Không có bất kì thiệt hại nào về phía Lục Quân Hoa Kỳ và đồng minh trong vụ tai nạn. Lực lượng Mỹ báo cáo rằng vụ khai hỏa của họ xảy ra trong khoảng 30-60 giây, trong khi có những nguồn tin khác báo cáo vụ việc diễn ra đến nửa giờ.
Hai ngày sau, một cuộc biểu tình khác tại tổng hành dinh cũ của Đảng Ba'ath chỉ trích vụ bắn giết của người Mỹ thì đám đông cũng bị bắn bởi lực lượng Mỹ, lần này là Trung đoàn Kỵ binh Thiết giáp số 3, kết quả là có thêm ba người chết. Sau cả hai vụ tai nạn, lực lượng liên minh khẳng định rằng họ đã không bắn vào người dân nếu những người biểu tình không bắn họ trước.
Những binh sĩ từ Sư đoàn Nhảy dù số 82 được thay thế bởi binh sĩ từ Trung đoàn Kỵ binh Thiết giáp số 3 và Đại đội B số hiệu 2/502 biệt danh "Nổi Loạn" thuộc Sư đoàn Nhảy dù số 101. Vào ngày 4 tháng 6,  Đại đội "Nổi Loạn" bị tấn công trong một cuộc tuần tra. Một quả đạn tên lửa RPG bắn trúng họ khi đang leo lên những chiếc xe bọc thép để về căn cứ. Cuộc tấn công kết thúc với 6 người bị thương và một người bị giết. Binh Nhất Brandon Oberleitner tử trận khi quả đạn RPG va chạm với chiếc xe đầu đoàn mà anh đang ngồi bên trong. Cái chết của anh đánh dấu tổn thất duy nhất của Đại đội B trong đợt hành quân. Ngay sau vụ tấn công, Trung đoàn Kỵ binh Thiết giáp số 3 điều thêm 1500 binh sĩ để cố gắng chế ngự ổ chống cự tại Fallujah và tại thành phố láng giềng là al-Habbaniyya.
Tháng 6, lực lượng Hoa Kỳ bắt đầu tịch thu hàng loạt xe gắn máy từ các hộ dân trong thành phố, với lý do chúng được sử dụng trong hàng loạt các vụ tấn công chớp nhoáng theo chiến thuật đánh và chạy nhằm vào lực lượng liên minh.
Ngày 30 tháng 6, một vụ nổ lớn xảy ra ở một nhà thờ Hồi giáo, trong đó một vị lãnh tụ Hồi giáo là Sheikh Laith Khalil và tám người khác bị thiệt mạng. Những người dân địa phương cho rằng người Mỹ đã bắn một quả tên lửa vào nhà thờ, trong khi đó, lực lượng Mỹ cho rằng vụ nổ là tai nạn khi quân nổi dậy đang chế tạo một quả bom.
Ngày 12 tháng 2 năm 2004, quân nổi dậy tấn công một đoàn xe đang chở Tướng John Abizaid, chỉ huy của lực lượng Hoa Kỳ ở Trung Đông và Thiếu tướng Charles Swannack của Sư đoàn Nhảy dù số 82, đoàn xe bị tấn công bằng súng chống tăng RPG từ các mái nhà sau khi chúng đã vượt qua lực lượng bảo vệ người Iraq.
Mười một ngày sau, quân nổi dậy đánh lừa cảnh sát Iraq bằng báo động giả ở ngoại ô thành phố trước khi tấn công đồng loạt ba đồn cảnh sát, văn phòng của thị trưởng và căn cứ lực lượng dân phòng. Có ít nhất 17 sĩ quan cảnh sát bị giết  và có khoảng 87 tù nhân trốn ngục.
Trong khoảng thời gian này, Sư đoàn 82 đang tiến hành một loạt các cuộc "công kích chớp nhoáng" trong thành phố, trong đó đoàn xe bọc thép Humvee sẽ phá hủy rào cản đường và các lề đường có thể ẩn giấu thiết bị nổ tự chế (Improvised Explosive Device - IED) và giám sát các vụ khám nhà và trường học vốn thường xuyên gây ra hư hỏng tài sản và dẫn đến các cuộc đụng độ với người dân địa phương.
Tháng 3 năm 2004, Swannack ủy quyền kiểm soát quận Al-Anbar cho Lực lượng Viễn chinh Thủy quân Lục chiến số 1, chỉ huy bởi Trung tướng James Conway.
Vào đầu tháng 3 năm 2004, thành phố bắt đầu bị ảnh hưởng bởi các phe đối lập tấn công du kích. Làn sóng bạo lực chống lại lực lượng Mỹ dẫn đến việc binh sĩ Mỹ bị rút hoàn toàn khỏi thành phố, chỉ tổ chức một vài cuộc tấn công đơn lẻ cố gắng để giành và chiếm lại "một phần thành phố". Điều này thường được thực hiện qua một hoặc hai tuyến tuần tra ở vòng ngoài của Căn cứ Quân sự Chiến tuyến Volturno, khu vực trước đây là dinh thự của Qusay và Uday Hussein.
Ngày 27 tháng 3, một nhóm giám sát của JSOC bị tấn công ở thành phố và phải nổ súng để thoát khỏi cuộc tấn công.
Buổi sáng ngày 31 tháng 3, một đội công binh của Tiểu đoàn Công binh số 1, Sư đoàn Bộ binh số 1 được cử đi để dọn đường cho tuyến đường nối căn cứ Không quân số 82 tới căn cứ của Blackwater. Khi di chuyển từ Habbaniyah tới Fallujah, họ trúng phải một quả mìn được giấu bên vệ đường, gây ra cái chết cho 5 lính của Đại đội Bravo.

## Các cái chết của nhân viên Blackwater
Ngày 31 tháng 3 năm 2004 - quân nổi dậy Iraq tại Fallujah phục kích một đoàn xe chứa bốn lính đánh thuê người Mỹ thuộc Công ty Quân sự Tư nhân Blackwater USA đang vận chuyển các thùng thực phẩm từ ESS.
Cả bốn lính đánh thuê vũ trang, Scott Helvenston, Jerko Zovko, Wesley Batalona và Michael Teague đều bị giết bởi đạn súng máy và một quả lựu đạn được ném qua cửa sổ của chiếc SUV. Một đám đông sau đó châm lửa đốt thân thể của họ và các thi thể cháy xém sau đó bị kéo lê trên đường rồi treo ngược trên một cây cầu bắc qua sông Euphrates. Hình ảnh về sự kiện được gửi đến các cơ quan truyền thông khắp thế giới, dẫn đến sự phẫn nộ của Mỹ, khiến cho chính phủ tuyên bố một cuộc "thanh trừng" sắp đến vào thành phố.
Kế hoạch ban đầu của Thủy Quân Lục Chiến Mỹ cho việc ổn định tình hình thành phố bao gồm tuần tra trên bộ, cố gắng giảm thiểu thiệt hại trong các cuộc tấn công, hỗ trợ nhân đạo và hợp tác chặt chẽ với các thủ lĩnh người địa phương bị dẹp bỏ để tiến hành một chiến dịch quân sự với mục tiêu xóa bỏ các ổ phiến quân tại Fallujah.
Abu Musab al-Zarqawi là nghi phạm chính tổ chức các cuộc phục kích trên vì hắn nổi tiếng với khả năng lên kế hoạch tấn công và cũng đang ở cùng khu vực. Công đồng tình báo vẫn nghi ngờ kết luận này, với việc truyền thông phát sóng các hình ảnh về việc phanh thây các nạn nhân không giống lắm với tính cách của al-Zarqawi, người thường hay tuồn thông tin cho đài Al Jazeera những vụ hắn lập kế hoạch một vài tuần sau sự kiện. Cho đến tháng 9 năm 2004, al-Zarqawi là mục tiêu tối thượng ở Fallujah của quân đội Mỹ, tuy nhiên hắn chỉ thiệt mạng vào tháng 6 năm 2006 khi Không quân Mỹ thả hai quả bom dẫn đường 500 pounds (230kg) xuống nơi ẩn náu của hắn khi hắn đang tham dự một cuộc họp.
Các thông tin tình báo về sau xác nhận rằng Ahmad Hashim Abd al-Isawi là kẻ đứng sau các cuộc tấn công. al-Isawi cũng là một mục tiêu quan trọng, thường xuyên tấn công quân lực lượng Mỹ cho đến khi bị bắt trong năm 2009 sau một đợt đột kích của lực lượng đặc nhiệm SEAL. Về sau, hắn được bàn giao cho chính quyền Iraq và bị treo cổ trong khoảng tháng 11 năm 2013.

## Chiến dịch

Thủy quân Lục chiến từ Tiểu đoàn số 1, Thủy quân Lục chiến số 5 khai hỏa vào vị trí của quân nổi dậy.

Ngày 1 tháng 4, Chuẩn tướng Mark Kimmitt, phó chỉ huy các chiến dịch quân sự của Lực lượng Mỹ tại Iraq hứa hẹn một câu trả lời "áp đảo" cho cái chết của các nhân viên Blackwater, tuyên bố "Chúng tôi sẽ thanh trừng thành phố này." 
Ngày 3 tháng 4 năm 2004, Lực lượng Viễn chinh Thủy quân Lục chiến số 1 nhận một mệnh lệnh từ Lực lượng Đặc biệt Liên quân ra lệnh một chiến dịch tấn công vào Fallujah. Mệnh lệnh này đi ngược lại với mong muốn của các chỉ huy Thủy quân Lục chiến ở trận địa, mong muốn tiến hành các cuộc "tấn công phẫu thuật" và đột kích chống lại những kẻ tình nghi tham gia vào cái chết của các nhân viên Blackwater.
Vào tối ngày 4 tháng 4 năm 2004, Lực lượng người Mỹ bắt đầu một cuộc tiến công lớn nhằm "tái thiết trật tự tại Fallujah" bằng cách bao vây thành phố với khoảng 2000 binh sĩ. Có ít nhất bốn ngôi nhà bị đánh trúng trong các cuộc không kích, và có các cuộc đấu súng lẻ tẻ xuyên đêm.
Vào sáng ngày 5 tháng 4 năm 2004, dẫn đầu bởi Lực lượng Viễn chinh Thủy quân Lục chiến số 1, lực lượng Mỹ đã bao vây toàn bộ thành phố với mục tiêu nhằm giành lại quyền kiểm soát thành phố. Binh sĩ Mỹ chặn tất cả con đường vào và ra khỏi thành phố bằng các xe bọc thép Humvee và các cuộn dây kẽm gai. Họ cũng chiếm lấy một đài phát thanh địa phương và phát tờ rơi yêu cầu người dân ở trong nhà và giúp lực lượng Mỹ xác định quân nổi dậy và tất cả những ai có liên quan đến cái chết của các lính đánh thuê.
Ước tính có khoảng 12-24 nhóm phiến quân chủ chốt được trang bị súng chống tăng RPG, súng máy, súng cối và vũ khí phòng không, một số trong đó là các vũ khí được cung cấp bởi nội gián trong lực lượng cảnh sát Iraq. Ngày 6 tháng 4 năm 2004, các nguồn tin từ Quân đội Mỹ nói rằng: "Các lính Thủy quân Lục chiến có thể sẽ không nỗ lực giành sự kiểm soát tại trung tâm thành phố".
Vào những ngày mở màn chiến dịch, các báo cáo ghi rằng có đến hơn một phần ba dân số đã di tản khỏi thành phố.

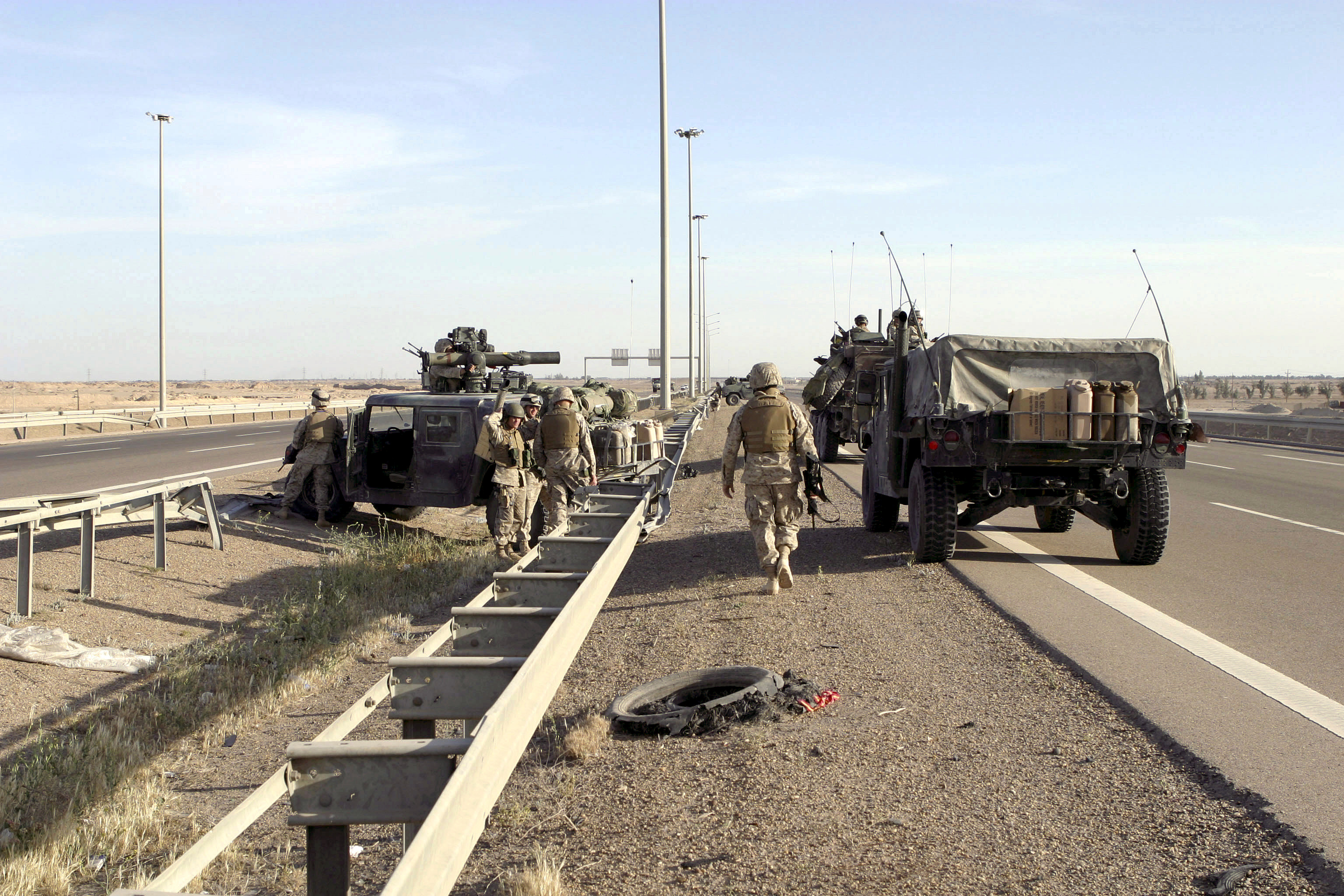
Thủy quân Lục chiến Mỹ từ Tiểu đoàn 2, Thủy quân Lục chiến 1 chốt chặn tại đường cao tốc Fallujah 1.

Cuộc tấn công khiến hai bệnh viện chính của Fallujah là Bệnh viện Đa khoa Fallujah và Bệnh viện Jordanian phải đóng cửa. Cả hai đều được mở cửa trở lại trong lần ngừng bắn ngày 9 tháng 4 năm 2004. Cũng vào ngày đó, cuộc viếng thăm cảng Jebel Ali của Hàng Không Mẫu Hạm USS George Washington (CVN-73) bị hủy bỏ, và chiếc tàu sân bay cùng phi đội tiêm kích trên tàu cùng Phi đội Tàu sân bay số 7 được lệnh phải sẵn sàng trên vịnh Ba Tư khi cuộc chiến giữa lực lượng liên minh và phe nổi dậy người Iraq quanh Fallujah ngày càng leo thang.
Cuộc tấn công kéo theo một loạt các trận đánh khác nổ ra khắp vùng trung tâm Iraq và xuôi xuống hạ lưu sông Euphrates với nhiều phần tử của phiến quân Iraq nhân cơ hội tiến hành hàng loạt chiến dịch đồng loạt chống lại lực lượng liên minh. Vào khoảng thời gian này đánh dấu sự hình thành và phát triển của các tổ chức khủng bố như Quân đội Mahdi, lực lượng dân quân của giáo sĩ người Shiite Muqtada Al-Sadr đóng vai trò là nhóm phiến quân vũ trang chính, liên tục tham gia các hoạt động chống lại lực lượng liên minh của người Mỹ. Sự kiện cũng mở đầu một làn sóng nổi dậy của người Sunni tại thành phố Ramadi. Trong khoảng thời gian này, một số người nước ngoài bị bắt cóc bởi các nhóm phiến quân. Một số bị giết không thương tiếc, một số bị giữ làm con tin trong nỗ lực đổi chác cho lợi thế về chính trị và quân sự. Một số phần tử của cảnh sát Iraq và lực lượng dân phòng Iraq cũng nhất thời chống lại lực lượng liên minh hoặc đơn giản là từ bỏ nhiệm vụ.
Cuộc nổi loạn tại Fallujah tiếp tục kéo dài trong khi người Mỹ cố gắng thắt chặt vòng vây bao quanh thành phố. Các vụ không kích ném bom xuống các vị trí của quân phiến loạn khắp thành phố, máy bay vũ trang Lockheed AC-130 tấn công các mục tiêu bằng súng nòng quay Gatling và đại bác một vài lần mỗi ngày. Xạ thủ bắn tỉa trở thành thành phần chủ chốt trong chiến lược của Thủy quân Lục chiến,có lính bắn tỉa đã được ghi nhận 31 lần tiêu diệt mục tiêu trong chiến trận. Trong khi đó Biệt đội Chiến dịch Tâm lý (Tactical Psychology Operations Team - PSYOP) từ Phân ngũ Chiến dịch Tâm lý 910  cố gắng lừa những kẻ phiến loạn ra ngoài bằng cách đọc những bài diễn văn nhằm chọc giận các tay súng và cùng lúc đó bật ầm ĩ các bản nhạc rock của nhóm AC/DC và Metallica cùng các nhóm nhạc rock khác qua các loa phát thanh.
Bởi vì các cuộc tấn công của người Mỹ gây ra các hậu quả cho cả dân thường lẫn phiến quân Iraq, lực lượng liên minh đối mặt với các chỉ trích từ Hội động Chính phủ Iraq, nơi chính trị gia Adnan Pachachi phát biểu: "những chiến dịch trên bởi người Mỹ là hoàn toàn bất hợp pháp và không thể chấp nhận được." 
Phóng viên Ahmed Mansur của tờ Al-Jazeera và nhà quay phim Laith Mushtaq, là hai nhà báo duy nhất không bị ghép với duy nhất một đơn vị quân đội cố định mà được tự do phỏng vấn theo ý muốn, họ bắt đầu hoạt động và viết về cuộc xung đội từ ngày 3 tháng 4 năm 2004. Báo cáo từ một nguồn vô danh cho hay Mỹ yêu cầu hai nhà báo phải rời khỏi thành phố, như là một điều kiện cho đợt ngừng bắn.
Vào buổi chiều ngày 9 tháng 4 năm 2004, dưới sức ép từ chính quyền Iraq, Paul Bremer thông báo rằng lực lượng Mỹ sẽ đơn phương thực hiện một đợt ngừng bắn, nêu rằng họ muốn bắt đầu thương lượt với chính quyền Iraq, quân nổi dậy và người phát ngôn của thành phố, đồng thời cho phép lương thực cùng hàng tiếp tế của chính phủ được đem đến cho người dân.
Kết quả là, những lô hàng tiếp tế bị giữ lại bởi cuộc chiến và các tuyến đường bị vây hãm cuối cùng cũng được đưa vào thành phố, phần lớn lượng hàng hóa trong đoàn xe được tổ chức bởi những doanh nhân, người dân và linh mục tại thủ đô Baghdad như là một nỗ lực hợp tác giữa hai tộc người là Shi'a và Sunni. Một vài phần tử của lực lượng Mỹ sử dụng thời gian ngừng bắn để chiếm hữu và thu nhặt các vật phẩm bị bỏ lại tại những căn nhà hoang, đồng thời biến chúng thành những đồn trú  trong khi đó một số phần trong lực lượng nổi dậy cũng làm y thế.
Tại thời điểm nay, ước tính đã có 600 người Iraq bị giết, ít nhất phân nửa là người vô tội tay không tấc sắt. Mặc dù hàng trăm quân nổi dậy đã bị giết trong cuộc tấn công, thành phố vẫn nằm trong sự kiểm soát của chúng. Lực lượng người Mỹ trong khi đó chỉ vừa mới kiểm soát được quận công nghiệp của thành phố ở phía Nam. Dấu chấm hết cho hàng loạt các chiến dịch lớn tại thời điểm này đều dẫn tới cuộc thương lượng giữa rất nhiều phần tử người Iraq khác nhau và lực lượng liên minh, dẫu vậy vẫn có một số cuộc đấu súng rải rác trên phố.
Ngày 12 tháng 4 năm 2004, hai Lính thủy đánh bộ Hoa Kỳ (Robert Zurheide và Brad Shuder) cùng với một phiên dịch viên bị giết trong một vụ bắn nhầm đồng đội khi đi tuần tra tại một khu vực trường học ở Fallujah.
Ngày 13 tháng 4 năm 2004, Lính thủy Đánh bộ Hoa Kỳ bị tấn công bởi quân nổi dậy trú trong một nhà thờ hồi giáo. Một đợt không kích phá hủy hoàn toàn ngôi đền, tăng sự bất mãn với quân đội Mỹ của dân Fallujah lên tột độ.
Ngày 15 tháng 4 năm 2004, một chiếc F-16 Fighting Falcon của Mỹ thả một quả bom 2,000-pound (910 kg) JDAM dẫn đường bằng định vị toàn cầu (GPS) xuống quận phía Nam Fallujah.
Ngày 19 tháng 4 năm 2004, đợt ngừng bắn dường như được củng cố với một kế hoạch để cho các cuộc tuần tra liên quân Mỹ/Iraq trở lại quanh thành phố. Qua thời gian, kế hoạch này thất bại và thành phố vẫn còn là một ổ chống đối lớn với Chính quyền Lâm thời Iraq vì lý do rằng phần lớn người trong chính quyền đều do Mỹ bầu ra. Thêm vào đó, thành phần của các nhóm vũ trang tại Fallujah thay đổi, từ các nhóm bị thống trị hoàn toàn bởi các nhóm người Ba'athist thế tục hay theo chủ nghĩa xã hội trở thành các trùm khủng bố kết nối với nhau tạo ra một hệ thống tội phạm hoàn chỉnh sau cuộc vận động của chủ nghĩa Wahhabi.
Ngày 27 tháng 4 năm 2004, quân nổi dậy tấn công các cứ điểm phòng thủ của lực lượng Mỹ, bắt buộc người Mỹ phải gọi không kích. Đáp ứng yêu cầu khẩn, ngày 28 tháng 4 năm 2004, Hàng Không Mẫu Hạm George Washington gửi đi các Phi đội VFA-136, VFA-131, VF-11, và VF-143 để bắt đầu các nhiệm vụ bay chống lại lực lượng nổi dậy tại Fallujah. Trong chiến dịch này, các máy bay từ Phi đội Tàu sân bay số 7 thả 13 quả GBU-12 Paveway II dẫn đường bằng laser vào các địa điểm quân nổi dậy trú và đồng thời hỗ trợ cho các đơn vị dưới đất của Lực lượng Viễn chính Thủy quân Lục chiến số 1.

### Hoa Kỳ rút quân
Ngày 1 tháng 5 năm 2004, Hoa Kỳ rút quân khỏi Fallujah, Trung tướng James Conway tuyên bố rằng ông đã đơn phương quyết định sẽ chấm dứt tất cả các chiến dịch quân sự và giao tất cả cho Đơn vị Fallujah vừa mới thành lập, đơn vị sẽ được hỗ trợ vũ khí và trang bị của Mỹ và sẽ nằm dưới quyền một vị tướng đã từng theo chủ nghĩa Ba'athis là Jasim Mohammed Saleh. Vài ngày sau, sau khi đã làm rõ rằng Saleh có liên quan đến hàng loạt các hoạt động quân sự chống lại người Shi'ite dưới quyền Saddam Hussein, lực lượng Hoa Kỳ lại tuyên bố rằng Huhammed Latif sẽ thay thế ông dẫn dắt đơn vị. Tuy nhiên, đơn vị này sau đó giải tán và bàn giao tất cả các vũ khí cùng thiết bị lại cho quân nổi dậy, dẫn đến cuộc chiến thứ hai tại Fallujah vào tháng 9, với kết quả Hoa Kỳ làm chủ hoàn toàn thành phố.
Trong khoảng thời gian giữa hai cuộc chiến, lực lượng Hoa Kỳ luôn luôn có mặt tại trại Baharia, chỉ một vài dặm bên ngoài thành phố.

## Di sản

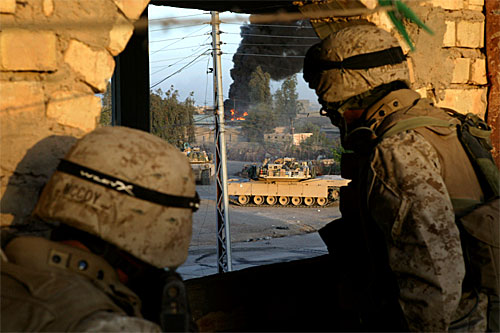
Trong trận chiến Fallujah lần thứ nhất, lính Thủy đánh bộ từ Trung đoàn Thủy quân Lục chiến số 1 trốn sau bức tường khi chiếc M1A1 Abrams từ Tiểu đoàn Xe tăng số 1 khai hỏa vào một tòa nhà nơi các xạ thủ quân nổi dậy đang trú.

Là chiến dịch quân sự lớn nhất sau khi người Mỹ lật đổ thành công chế độ của Saddam Hussein , cuộc chiến  Fallujah lần thứ nhất đánh dấu bước ngoặt lớn cho dư luận thế giới về cuộc chiến đang diễn ra tại Iraq. Điều này là do quân nổi dậy chứ không là những người theo Saddam, được cho là kẻ thù lớn nhất của quân đội Mỹ. Quân đội Mỹ cũng bị chỉ trích bởi cả các cá nhân và  cơ quan quân đội bởi sự dựa dẫm vào các đồng minh là đội dân quân địa phuơng được Mỹ tài trợ, điển hình là thất bại của Đơn vị Fallujah, nếu lập lại sẽ dẫn đến thảm họa. Đại tá John Spencer, chiến lược gia Mỹ nhận xét "Cuộc chiến Fallujah không phải là một thất bại - nhưng chúng ta không cần cũng như không đủ khả năng cho một thắng lợi kiểu như thế lần nữa."
Cuộc chiến cũng đưa tên tuổi Abu Musab al-Zarqawi ra công chúng với tư cách là vị chỉ huy nổi tiếng nhất của lực lượng chống nổi dậy tại Iraq, cũng như là đưa công chúng chú ý đến giả thuyết về một "Tam giác Sunni".
27 binh sĩ Hoa Kỳ bị giết trong khi chiến đấu tại Fallujah. Tổng cộng có 800 người Iraq chết cũng chết trong cuộc chiến, trong đó có 572-616 thường dân và 184-228 lính theo phe nổi dậy. Khá nhiều người Iraq đã mất được chôn cất tại một sân bóng cũ của thành phố, sau này được biết đến với tên gọi Nghĩa trang Khổ hạnh (Matyrs' Cemetery).

## Các lực lượng tham gia
- Sư đoàn Thủy quân Lục chiến số 1
  - Tiểu đoàn số 1, Thủy quân Lục chiến số 5
  - Tiểu đoàn số 1, Thủy quân Lục chiến số 3
  - Tiểu đoàn số 2, Thủy quân Lục chiến số 1
  - Tiểu đoàn số 2, Thủy quân Lục chiến số 2
  - Tiểu đoàn số 3, Thủy quân Lục chiến số 4
  - Tiểu đoàn số 2, Thủy quân Lục chiến số 7
  - Tiểu đoàn số 3, Thủy quân Lục chiến số 24
  - Tiểu đoàn Xe tăng số 1
  - Tiểu đoàn Thiết giáp Trinh sát Hạng nhẹ số 1
  - Tiểu đoàn Thiết giáp Trinh sát Hạng nhẹ số 2
  - Tiểu đoàn Trinh sát số 1
  - Tiểu đoàn Công binh số 1
  - Tiểu đoàn Công binh số 2
  - Tiểu đoàn Xây dựng Di động Hải quân số 74
  - Tiểu đoàn Tấn công Đổ bộ số 3
  - Đại đội Cảnh sát Quân sự số 21 (Điều khiển bởi Sư đoàn Thủy quân Lục chiến số 1)
  - Nhóm Hỗ trợ Lực lượng số 1
  - Đại đội Hỗ trợ Tác chiến 113
  - Sư đoàn Bộ binh số 1
  - Tiểu đoàn số 1, Bộ binh số 16
  - Đội Đặc nhiệm số 5
  - Phân ngũ Chiến dịch Đặc biệt, lực lượng đặc nhiệm số 1 - Delta
  - Lực lượng bảo vệ Bộ Quốc phòng, Đội Phản ứng Chiến lược
  - Sư đoàn Nhảy dù số 101
  - Sư đoàn Nhảy dù số 72
  - Sư đoàn Sơn cước số 10
  - Tiểu đoàn số 1, Bộ binh số 32
  - Phi đội HMM-161
  - Phi đội HMLA-775
  - Phi đội HMLA-167
  - Phi đội VFA-131
  - Phi đội HMM-764
  - Tiểu đoàn Hỗ trợ Tác chiến số 1
  - Quân đoàn Dân phòng Iraq số 505 (ICDC)
  - Tiểu đoàn Đặc công Iraq số 30, Lữ đoàn Chiến dịch Đặc biệt Iraq
  - Lực lượng Chống khủng bố Quốc gia Iraq

## Trong văn hóa truyền thông
- No True Glory: A Frontline Account of the Battle for Fallujah, bởi Bing West (2005) (ISBN 978-0-553-80402-7)
  - No True Glory: The Battle for Fallujah, một bộ phim sắp tới phỏng theo sách của Bing West, có sự góp mặt của diễn viên Harrison Ford
- Blood Stripes: The Grunt's View of the War in Iraq, bởi David J. Danelo (2007) (ISBN 978-0-8117-3393-9)
- Boredom By Day, Death By Night: An Iraq War Journal, bởi Trung Sĩ Thủy quân Lục chiến Seth Connor (2007) (ISBN 978-0-9795389-0-2)
- Once a Marine: An Iraq War Tank Commander's Inspirational Memoir of Combat, Courage, and Recovery, bởi Nicholas Popaditch, và Mike Steere (2008) (ISBN 978-1-932714-47-0)
- "Fallujah Forensics" một bộ phim tài liệu bởi Tara Sutton
- Beyond the Green Zone: Dispatches from an Unembedded Journalist in Occupied Iraq, bởi Dahr Jamail (2007) (ISBN 978-1931859-61-5) Haymarket Books.